# Kovačevci (Słowenia)
Kovačevci – wieś w Słowenii, w gminie Grad. W 2018 roku liczyła 104 mieszkańców.